# Allyljodid
Allyljodid je halogenderivát používaný v syntéze dalších organických sloučenin jako jsou N-alkyl-2-pyrrolidony, estery kyseliny sorbové, 5,5-disubstituované deriváty kyseliny barbiturové a organokovové katalyzátory.
Allyljodid může být vyroben z allylalkoholu a jodmethanu nebo trifenylfosfitu nebo reakcí elementárního fosforu a jodu s glycerolem.
Allyljodid rozpuštěný v hexanu může být skladován při teplotě −5 °C po dobu tří měsíců, než začne být patrný jeho rozklad za vzniku elementárního jodu.